# Chapalichthys
Genre
Chapalichthys est un genre de poissons téléostéens (Teleostei). Ce genre fait partie de la famille des Goodeidae, dont toutes les espèces vivent dans une région du Mexique appelée « Mesa Centrale ». 

## Liste des espèces
Selon FishBase (30 juillet 2017) et World Register of Marine Species (30 juillet 2017) :
- Chapalichthys encaustus (Jordan & Snyder, 1899)
- Chapalichthys pardalis Álvarez, 1963
- Chapalichthys peraticus Álvarez, 1963